# Gaspar Casal i Julián
Gaspar Casal i Julián (Girona, 31 de desembre de 1680 — Madrid, 1759) va ser un metge català. Format a La Alcarria (1713-15) i Oviedo (1717-1751), va traslladar-se posteriorment a Madrid, on va esdevenir metge del rei Ferran VI d'Espanya. És autor de Historia natural y médica del Principado de Asturias (1762, 1900, 1959) una obra clàssica, clau per conèixer la medicina i les formes de vida de l'època, on relatà la seva experiència i descriví per primer cop els símptomes de la pel·lagra.

## Hodonímia
El 9 de juny de 1961 s'aprovà en el ple municipal de l'Ajuntament de Girona posar el seu nom a un carrer que s'acabava d'obrir aquell mateix any, que es troba darrere la Casa de Cultura, entre la plaça de l'Hospital i el carrer de Fontanilles. Anteriorment, abans de la seva annexió a Girona, l'Ajuntament de Palau-sacosta havia aprovat en el ple del 4 d'agost de 1950 posar aquest nom al carrer que avui en dia es coneix com a carrer de la Universitat de Cervera, entre el carrer de Saragossa i el carrer de la Universitat de Montpeller.